# Marianna Madia
Marianna Madia, all'anagrafe Maria Anna Madìa (Roma, 5 settembre 1980), è una politica italiana, dal 29 aprile 2008 deputata alla Camera per il Partito Democratico, di cui è stata portavoce nel 2018.
È stata ministro per la semplificazione e la pubblica amministrazione dal 22 febbraio 2014 al 1º giugno 2018 nei governi Renzi e Gentiloni.

## Biografia
Nata a Roma, figlia di Mita Messina e Stefano Madia (1954-2004), giornalista, attore e politico, nonché pronipote di Titta Madia (1894-1976), avvocato, anch'egli giornalista e politico per il partito fascista prima e del Movimento Sociale Italiano poi, ha frequentato il Liceo francese Chateaubriand di Roma, ottenendo la maturità francese con mention bien, e, dopo il conseguimento della laurea con lode in scienze politiche all'Università di Roma "La Sapienza", si è specializzata all'Istituto di Studi Avanzati di Lucca, dove ha conseguito il dottorato di ricerca in economia del lavoro. Collabora con l'ufficio studi dell'Agenzia di ricerche e legislazione (AREL) di Enrico Letta, fondata da Nino Andreatta.
Tra il 2006 e il 2008 ha fatto parte della segreteria tecnica del sottosegretario alla Presidenza del Consiglio Enrico Letta durante il secondo governo presieduto da Romano Prodi..
Dal 2011 è componente del comitato di redazione della rivista Italianieuropei, mentre da giugno 2012 è membro del comitato direttivo dell'AREL..
Per Rai Educational crea e scrive la prima serie del programma E-cubo (Energia Ecologia Economia). Nel giugno 2008 la prima puntata della trasmissione ha vinto il premio speciale del festival europeo Ambiente “Green Wave 21° Century”.
A giugno 2013 si sposa con Mario Gianani, produttore televisivo e cinematografico, con cui ha avuto due figli: Francesco e Margherita. È comparsa in un cameo nel film Pazze di me, prodotto dal marito.

## Attività politica
Alle elezioni politiche del 2008 viene candidata alla Camera dei deputati, come capolista del Partito Democratico (PD) nella circoscrizione Lazio 1 (scelta dal segretario del PD Walter Veltroni), risultando eletta deputata; durante la campagna elettorale la sua inesperienza politica (espressione da lei stessa positivamente riportata al momento della presentazione della candidatura) è stata oggetto di forti polemiche sull'opportunità della sua candidatura. Nel corso della XVI legislatura ha fatto parte della 11ª Commissione Lavoro pubblico e privato, oltre ad essere la prima firmataria di un disegno di legge per il salario minimo previsto solo per le categorie che non hanno un contratto di lavoro, che viene sottoscritta da circa 100 deputati d'opposizione.
Madia è stata una dei 22 parlamentari PD risultati assenti alla votazione sul provvedimento noto come "scudo fiscale" il giorno 2 ottobre 2009. Il provvedimento è passato per soli 20 voti e pertanto la presidenza del gruppo PD alla Camera ha deciso di prendere provvedimenti al riguardo nei confronti degli assenti ingiustificati. Intervistata da Il Fatto Quotidiano riguardo alla sua presenza in quelle ore su un aereo diretto in Brasile, la deputata Madia ha risposto di essersi recata in Brasile per accertamenti clinici.
Nel dicembre 2012 partecipa alle elezioni primarie "Parlamentarie” del PD per scegliere i candidati al Parlamento alla imminenti elezioni politiche, ottenendo 4.967 preferenze a Roma Città, venendo ricandidata alla Camera, tra le liste del PD nella medesima circoscrizione in undicesima posizione, e rieletta a Montecitorio. Nella XVII legislatura della Repubblica è componente della 11ª Commissione Lavoro pubblico e privato (2013-2014) e della 14ª Commissione Politiche dell'Unione europea (2014-2018), venendo sostituito per l'incarico di governo che occupa da Magda Culotta prima e Floriana Casellato poi..
A giugno 2013 in un'iniziativa pubblica con l'ex ministro del governo Monti, Fabrizio Barca, lancia delle forti critiche al PD nazionale e romano, soprattutto in relazione alle primarie per la scelta dei parlamentari dell'anno precedente. Afferma che: “A livello nazionale nel Pd ho visto piccole e mediocri filiere di potere. A livello locale, e parlo di Roma, facendo le primarie parlamentari ho visto – non ho paura a dirlo – delle vere e proprie associazioni a delinquere sul territorio”. Le dichiarazioni trovano subito una forte eco nell'opinione pubblica. L'anno successivo, in seguito all'inchiesta giudiziaria nota come Mafia Capitale che porta all'incriminazione di alcuni esponenti del PD romano, molti organi di informazione ricordano le dichiarazioni di Madia..
Il 9 dicembre 2013 viene nominata Responsabile con delega al lavoro nella segreteria nazionale del PD guidata da Matteo Renzi.
Con la caduta del governo Letta, per volere del segretario del PD Renzi per diventare Presidente del Consiglio, e la formazione del governo presieduto da quest'ultimo, il 21 febbraio 2014 viene indicata quale ministro per la semplificazione e la pubblica amministrazione. Il giorno successivo presta giuramento nelle mani del Presidente della Repubblica Giorgio Napolitano come ministro nel governo Renzi; durante la cerimonia era incinta di otto mesi.
Alle elezioni politiche del 2018 è la candidata della coalizione alla Camera nel collegio uninominale di Roma 2 battendo, con il 37,8% dei voti, le candidate del centro-destra e del Movimento 5 Stelle.
Alle elezioni primarie del PD del 2019 sostiene la mozione di Nicola Zingaretti, presidente della Regione Lazio e candidato con la carriera amministrativa più lunga alle spalle, che risulterà vincente con il 66% dei voti.
Alle elezioni politiche anticipate del 2022 viene ricandidata alla Camera, tra le liste del Partito Democratico - Italia Democratica e Progressista nei collegi plurinominali Lazio 1 - 01 in seconda posizione e Lazio 2 - 01 come capolista, venendo eletta per la quarta volta in quest'ultimo collegio. Nella XIX legislatura è vicepresidente della 14ª Commissione Politiche dell'Unione europea e membro della Giunta per il Regolamento, della Commissione parlamentare per l'infanzia e l'adolescenza e della Commissione parlamentare d'inchiesta sui fatti accaduti presso la comunità "Il Forteto", oltre ad essere la prima firmataria dell'emendamento alla legge di bilancio 2023 che ripristina il bonus per l'assistenza psicologica, che viene approvato a dicembre 2022, stanziando 13 milioni anche per il biennio 2023/24.
Alle primarie del PD del 2023 sostiene la mozione di Stefano Bonaccini, presidente della Regione Emilia-Romagna, finanziandolo con 500 euro, ma che viene sconfitto dalla deputata del PD Elly Schlein.
Al referendum abrogativo del 2025 si schiera contro i primi tre quesiti e a favore degli ultimi due, in dissidenza con la linea ufficiale del PD schierato a favore di tutti e 5 i quesiti.

## Incarichi governativi

### Ministra per la semplificazione e la pubblica amministrazione

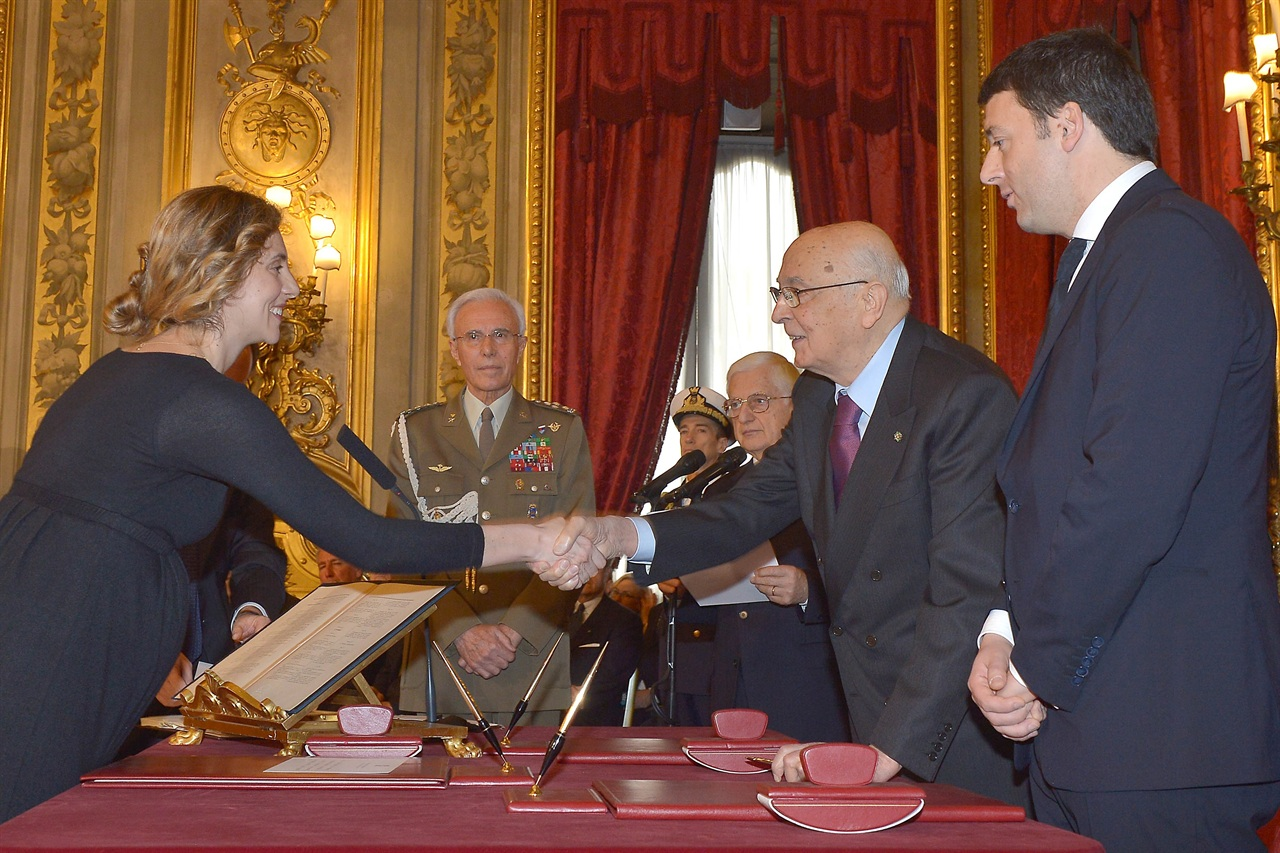
Marianna Madia stringe la mano al presidente della Repubblica Giorgio Napolitano davanti a Matteo Renzi

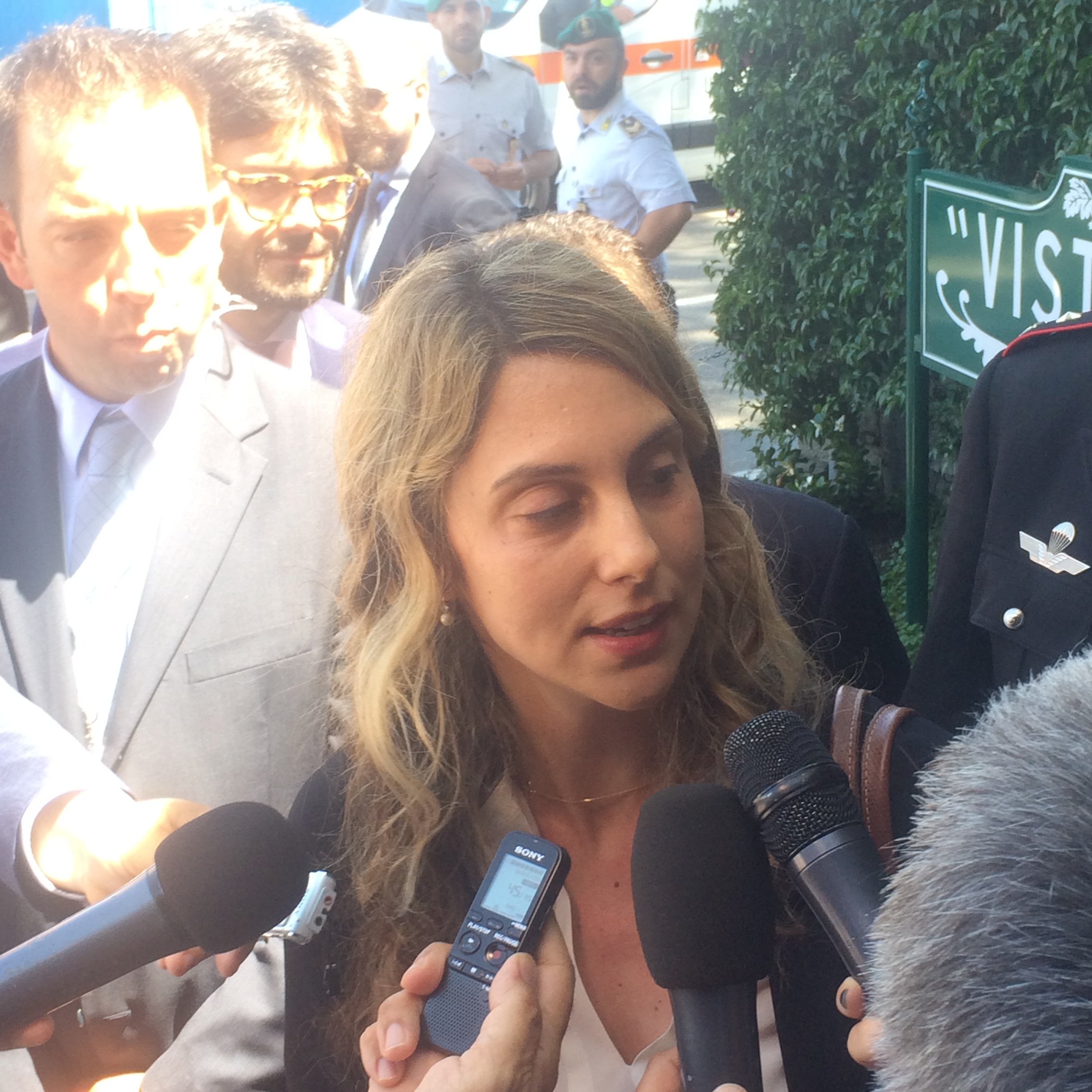
Madia al convegno dei Giovani Imprenditori di Confindustria a Santa Margherita Ligure nel 2016

Come responsabile del governo per la pubblica amministrazione ha promosso una riforma complessiva della funzione pubblica attraverso un decreto legislativo, emanato dal governo nell'agosto del 2015. Tra i punti cardine della riforma figurano: la cittadinanza digitale con l'adozione del PIN unico del cittadini per accedere online a tutti i servizi della pubblica amministrazione, gli interventi in materia di trasparenza, con l’adozione del Freedom of Information Act, che riconosce a tutti i cittadini il diritto di conoscere dati e documenti della pubblica amministrazione; la riforma delle società pubbliche partecipate e la loro drastica riduzione; le semplificazioni burocratiche, con la riforma della conferenza dei servizi, l’introduzione dei moduli unici standardizzati per le iniziative commerciali e edilizie e il silenzio-assenso tra amministrazioni; la riforma del testo unico del pubblico impiego che contiene, tra le altre novità, un nuovo procedimento disciplinare per sanzionare chi truffa sulla presenza in servizio.
Secondo Sabino Cassese la riforma Madia rappresenta “una enorme apertura di credito per la riforma dello Stato” in quanto riguarda: “l'assetto centrale dello Stato, la sua distribuzione sul territorio, gli enti periferici, i processi di decisione e le semplificazioni, la prevenzione della corruzione, pubblicità e trasparenza, le conferenze dei servizi, le forze di polizia, l'ordinamento sportivo, gli enti di ricerca, le società pubbliche, i servizi pubblici locali, i concorsi pubblici, il codice dell'amministrazione digitale”.
Il 12 dicembre 2016 viene riconfermata nell'incarico di ministra senza portafoglio per il Governo Gentiloni.
All’inizio del 2018 si completa il processo di attuazione della riforma Madia che vede l’approvazione di 26 decreti attuativi, tra i quali il nuovo testo unico sul pubblico impiego che permette la stabilizzazione di decine di migliaia di lavoratori precari in forza agli uffici della pubblica amministrazione.
Tra i più importanti risultati della Madia appare, tra la fine del 2017 e i primi mesi del 2018, il rinnovo dei contratti di lavoro per i dipendenti pubblici, le cui retribuzioni erano ferme al 2009.

## Controversie e polemiche

### Dichiarazioni su aborto, eutanasia e matrimoni omosessuali
Madia è stata oggetto di polemica per le dichiarazioni rese, nel 2008, poco prima della sua elezione nelle liste del Partito Democratico nelle elezioni del 13 e 14 aprile 2008 per la circoscrizione Lazio 1, al quotidiano Il Foglio, in cui si dichiarò contraria ad aborto, eutanasia e matrimonio tra persone dello stesso sesso. 
L'intervista è stata ripresa nel 2014, dopo la sua nomina a ministra, da numerose fonti d'informazione. Queste sono le dichiarazioni su cui si è incentrata la polemica:
- “L'aborto è il fallimento della politica – dice –, un fallimento etico, economico, sociale e culturale”. Madia è per la libera scelta della donna, “ma sono certa che se si offrisse loro il giusto sostegno, le donne sceglierebbero tutte per la vita”. Dice che ogni vita umana che non nasce è un fallimento, per questo la politica deve fare in modo che la scelta per la vita sia sempre possibile.
- “Io sono cattolica praticante, e credo che la vita la dà e la toglie Dio, noi non abbiamo diritto di farlo. Certo è che anche per esperienza personale mi sono resa conto di quanto sia sottile la linea di demarcazione tra le cure a un malato terminale e l'accanimento terapeutico nei suoi confronti. Quindi dico no all'eutanasia ma penso che l'oltrepassamento di quella linea sottile vada giudicato – in certi casi – da un'équipe di medici; comunque non dal diretto interessato o dai suoi parenti”.
- “Personalmente quando parlo di famiglia, e della sua relativa tutela, mi riferisco a quella che sta nella costituzione”. Sì o no ai pacs, allora? “La libertà personale va rispettata sempre, per cui se due persone decidono di assumere pubblicamente diritti e doveri reciproci devono essere tutelate dalla legge. Ma certo è che se si parla di famiglia io penso a un uomo e una donna che si sposano e fanno dei figli. Scegliendo per la vita”.

Nel febbraio 2015 ritorna sul tema dell'eutanasia e del matrimonio omosessuale in una intervista a Le invasioni barbariche.

### Accuse di plagio nella tesi di dottorato e nelle sue pubblicazioni
Nel 2017, in una serie di articoli de Il Fatto Quotidiano, la Madia venne accusata di aver fatto una serie di plagi nella sua tesi di dottorato e nelle sue pubblicazioni. In merito alle accuse Madia risponde di aver «omesso di aprire le virgolette su qualche frase, dopo aver citato l’autore poche righe sopra o poche righe sotto» e che «gli autori e le fonti utilizzati sono citati in bibliografia; tra l’altro, queste presunte imprecisioni sarebbero rinvenute in una minima parte del testo, in particolare in quella più propriamente ricognitiva della letteratura scientifica, altro che "interi blocchi"».
A seguito di queste rivelazioni il Cambridge Journal of Economics, in cui appare una delle sue pubblicazioni, apre un'indagine interna sull'accaduto. Sebbene inizialmente Pietro Pietrini, direttore della Scuola IMT Alti Studi Lucca, avesse affermato che non ci sarebbe stata nessuna indagine interna, il successivo 18 aprile 2017 La Gazzetta di Lucca annuncia che il consiglio direttivo della scuola ha nominato una commissione interna che dovrà esaminare il caso del presunto plagio.
Il Fatto Quotidiano sostenne anche che l'esperimento di economia comportamentale, di cui la Madia parla nel capitolo 3 della tesi svoltosi presso l'Università di Tilburg nei Paesi Bassi, in realtà non è mai stato effettuato. Tineke Bennema, portavoce dell’Università di Tilburg ha dichiarato: “Marianna Madia non è mai stata studente in visita a Tilburg” e "non troviamo nessuna presentazione o seminario dal titolo: Flexicurity pathways for Italy: Learning from Denmark” (seminario inserito nella tesi). Secondo una ricostruzione di Roberto Perotti, in base alle informazioni raccolte privatamente e non documentate, l'esperimento si sarebbe svolto in tre sessioni, di cui una dove la Madia è stata presente fra settembre e novembre 2008, per un periodo di una settimana circa, mentre la presentazione sarebbe stato un incontro informale fra compagni di corso.
Successivamente la commissione interna della Scuola IMT Alti Studi Lucca, con il supporto di una perizia tecnica compiuta da una società specializzata, conferma la piena regolarità del lavoro della Madia, escludendo qualsiasi forma di plagio. Anche il Cambridge Journal of Economics non rileva alcuna irregolarità nell’articolo pubblicato dalla Madia e dalla ricercatrice Caterina Giannetti nel marzo 2013.

#### Richiesta di risarcimento danni controIl Fatto Quotidiano
A febbraio 2018 Madia annuncia un'azione legale per risarcimento danni nei confronti de Il Fatto Quotidiano. Successivamente il giornale annuncia di aver ricevuto la richiesta di danni da parte della Madia, ma che si opporrà e che presenterà, a sua volta, un’azione risarcitoria nei confronti della parlamentare, negando di averla diffamata.
Il 7 settembre 2021 Madia perde la causa contro Il Fatto Quotidiano, con il Tribunale di Roma che riconosce le ragioni del giornale e condanna la Madia al risarcimento delle spese processuali (6.183 €).

## Opere
- Marianna Madia (a cura di), Un welfare anziano, Bologna, Il Mulino, 2007, ISBN 978-88-15-11918-6.
- Marianna Madia, Precari. Storie di un'Italia che lavora, Soveria Mannelli, Rubbettino, 2011, ISBN 88-49-82940-X.,
- Ha pubblicato come curatrice nel 2023 il Volume Vite Disuguali edito da Arel/Il Mulino’